# Epiplema bidentata
Epiplema bidentata är en fjärilsart som beskrevs av Franciscus J.M. Heylaerts 1892. Epiplema bidentata ingår i släktet Epiplema och familjen Uraniidae. Inga underarter finns listade i Catalogue of Life.